# Dicrania metzi
Dicrania metzi är en skalbaggsart som beskrevs av Ernst Gustav Kraatz 1895. Dicrania metzi ingår i släktet Dicrania och familjen Melolonthidae. Inga underarter finns listade i Catalogue of Life.